# محمد سعد عبد الله
محمد سعد عبد الله فنان يمني من مواليد محافظة لحج - مدينة الحوطة 

## ولادته
ولد الفنان محمد سعد عبد الله في مدينة الحوطة عام 1934 ، وكان والده الشيخ سعد عبد الله مطرباً ذائع الصيت، شهدت الفترة التي اشتهر فيها الشيخ سعد عبد الله الذي حل مع أسرته في مدينة الحوطة وتزوج فيها، وكان يسكن في الحي الذي نسكن فيه، أنجبت له زوجته ولداً أسماه محمداً ثم ما لبث أن طلقها ومن بعده تزوجت وعاشت مع زوجها في مدينة الشيخ عثمان، أما محمد فقد عاش مع أبيه في منزل جده زوج جدته أم أبيه وبين عماته في لحج.
وجاء عنه في كتاب الفنان محمد مرشد ناجي (الغناء الصنعاني القديم ومشاهيره) مايلي: «يقول الأديب عبد الله البردوني أن الشيخ سعد عبد الله أصلاً من مدينة كوكبان، ويقول الحاج/ عوني حسن العجمي أن الشيخ سعد برأي والده ورأي الكثيرين ممن عاصروه يعد شيخ مشائخ زمانه في الغناء لحافظته لألحان الموشح اليمني وألوان أخرى من الغناء، إلى جانب أنه يحفظ ثلاثة آلاف مقطوعة شعرية وأنه كان أديباً وشاعراً ويتمتع بصوت جميل أخاذ».

## بداية الحياة
انتقل محمد سعد عبد الله ليعيش مع أمه وزوجها في المنزل الكائن في مدينة الشيخ عثمان خلف حارة الصباغين، وكان يلتقي بأصدقاء له من محبي الغناء والطرب ويقضي معظم أوقاته معهم ثم يعود بين الحين والآخر إلى حوطة لحج التي قضى فيها سنوات طفولته الأولى وحفظ الكثير من أنغامها وألحانها وايقاعاتها فكان له الزاد والمعين الذي لا ينضب إلى جانب ما ورثه عن أبيه من حب كبير للغناء والطرب دفعه في حياته الفنية إلى البدء في تعلم العزف على الآلات الايقاعية، وعلى الرغم من سنه المبكر فقد كان حريصاً أشد الحرص على مصاحبة بعض مشائخ الغناء والطرب في ذلك الحين أمثال المطرب/ عوض عبد الله المسلمي والمطرب/ إسماعيل سعيد هادي والمطرب/ أحمد عوض الجراش الذي تأثر به كثيراً، والعمل معهم في المخادر والأعراس ضارباً بالإيقاع أو الدف وأحياناً يقوم بدور مردد (كورس) مما ساعده على اجادة أصول الموشح الغنائي اليمني القديم (الصنعاني) فقد كان يشترط في ضارب الإيقاع أن يكون موهوباً ويتمتع بصوت جميل حتى يستطيع القيام بدور الكورس في الأغاني التي تتطلب منه ذلك، وربما يستطيع أن يقوم بالغناء إذا طلب منه ذلك مطرب السهرة الأساسي، وإذا كان هذا العازف حافظاً للموشحة اليمنية (الأغنية الصنعانية) وأتيحت له الفرصة ليغني في أكثر من مناسبة فلابد له من تعلم العزف على العود، وإذا ما تمكن من ذلك فإنه يستطيع أن يكون تخته الخاص به وينافس المطربين في احياء حفلات الزواج ومجالس القات، ومن خلال هذا التقليد التدريجي تخرّج كثير من المطربين في عدن ومنهم بن سعد.

### شخصية مستقلة
وحتى يستطيع أن يكون شخصيته المستقلة من خلال نتاج فني خاص به يحمل لونه ويميزه عن بقية زملائه المطربين بدأ بالتعامل مع بعض الشعراء لمدة بالقصائد فكان له ما أراد عندما خصه شاعر الرابطة الموسيقية العدنية آنذاك الدكتور/ محمد عبده غانم بقصيدة (محلا السمر جنبك) التي لحنها بنفسه ولاقت نجاحاً منقطع النظير. فقد جاء اللحن مبنياً ومطابقاً للون الغناء في لحج وعلى طريقة الدان المبنية عليه كل الألحان اللحجية فهو قد تأثر بالمطرب فضل محمد اللحجي وأعجب به كثيراً وشدا ببعض ألحانه واشتهر بها، منها أغنية (سرى الليل ياخلان) وأغنية (يوم الهنا والمسرة)، هذا التأثر بدا واضحاً في أغنية (محلا السمر جنبك) التي بدأها بمقام حجاز اليمن على درجة الدوكاة وهو نفس مقام أغنية (سرى الليل ياخلان) وأغنية (يوم الهنا والمسرة) أما موسيقى الكوبلية فقد صاغها على مقام الحسيني (دوكاة) وغنى في بدايته على نسبة بياتي (دوكاة) وختمه واستقر على مقام حجاز اليمن (دوكاة) كما استخدم فيها ايقاع الزف اللحجي وكلمة (ألا) التي تتكرر كثيراً في الأغاني اللحجية وعلى طريقة غناء الدان ليؤكد تأثره به، وانتماء هذه الأغنية إلى لون الغناء في لحج.
أما محاولته الثانية فكانت في أغنية (مابا بديل) فهذه الأغنية بكل عناصرها الثلاثة شعراً ولحناً وأداءً تنتمي إلى لون الغناء في لحج، ففي العنصر الأول وهي القصيدة التي هو قائلها فقد استخدم فيها بعض المفردات المستخدمة في غناء لحج مثل (مابا) بمعنى (لا أريد) وكلمة (خاف يرحمني) بمعنى يمكن أن يرحمني وكلمة (ألا) المستخدمة في الغناء اللحجي كلازمة ضرورية وسمة خاصة من سمات وضع الألحان اللحجية.
أما اللحن فقد جاء تطويراً للجمل اللحنية المألوفة في الألحان اللحجية المبنية عادة على وتيرة واحدة وتعتمد على التكرار وجاءت جملة ملتزمة بالبناء اللحني الصحيح الذي يعتمد على عدد المازورات وعدها قواعدياً بحيث تحمل كل الجمل العدد القواعدي الصحيح (أربع أو ثمان مازورات) أما مقدمته الموسيقية فقد بنيت على مقام الراست على درجة الراست، لكننا نراه يستخدم جنساً آخر في غناء المذهب فيستبدل جنس الراست على النوى في مقام الرايست بجنس حجاز اليمن على درجة النوى فهو بهذا قد استخدم (مقام السوزناك) حتى يصل إلى جملة التفعيل (ألا والنبي ياناس أنا مابا بديل) فيعود إلى مقام الراست على درجة الراست من خلال ملامسته للدرجة السادسة (لا بيكار) وهو المقام الذي بدأ به وبنى مقدمته الموسيقية عليه.
وفي غناء الكوبليه نجده ينتقل نقلة جميلة إلى جنس بياتي على درجة النوى حتى يستكمل غناءه ويقفله بالعودة إلى مقام الراست كما فعل في غناء المذهب، أما ميزان هذه الأغنية فقد كان موفقاً في اختياره فقد اختار لها الإيقاع الشائع والمعروف في لحج بإيقاع (الشرح «بدوي») كما استخدم ايقاع الشرح اللحجي الثقيل (سلطاني) والذي يعد تطويراً لايقاع (الشرح) «بدوي»
أما الأداء فإنه يتوافق مع مستوى تطور اللحن وظهوره بطابع لحجي جديد.
كما لحن للشاعر الأستاذ/ ادريس أحمد حنبلة قصيدة (شل فؤادي الحزين) كل ذلك كان ضمن نشاطه وارتباطه بالرابطة الموسيقية التي تأسست بعد قيام الندوة الموسيقية العدنية بثلاث سنوات، ومن خارج الرابطة قدم للشاعر/ لطفي جعفر أمان (ليش هذا الهجر) وللشاعر/ علي أمان (ماله كده طبعك) كما لحّن من كلماته أشهر أغانيه منها على سبيل المثال (ردوا حبيبي) و(سلموا لي على خلي) و(كلمة ولو جبر خاطر).

#### في حضرموت
في أوائل الخمسينيات ساقته الأقدار إلى حضرموت وكما يقول الأستاذ/ عبد الله صالح حداد وهو من أهالي مدينة الشحر في مقال له نُشر في الكتاب الذي أصدرته جامعة عدن في الذكرى الأولى لوفاة بن سعد وكان بعنوان(محمد سعد عبد الله.. أعز الناس): «لا ندري ما الذي ساقه للذهاب إلى حضرموت، هل لتلقي المزيد من الدروس الفنية؟ أم للتعرف على ألوان جديدة لاختبار قدراته وامكانياته في الغناء والعزف؟ أم لاكتساب الخبرة والتمرين والتجربة؟ فقد جاء بن سعد إلى حضرموت في وقت كانت فيه الأغنية الحضرمية قد شابها شيء من الركود بعد سفر الفنان/ محمد جمعة خان إلى المملكة العربية السعودية وهو فرصة سانحة للفنان/ محمد سعد عبد الله الذي شاع صيته في المكلا من خلال حفلات الزواج التي كان يحييها وسرى خبره إلى الشحر والغيل وغيرها ثم إلى داخل حضرموت، وكانت له لقاءات خاصة اكتسب من خلالها أصدقاء جدد وزار بعض الفنانين غير أن زيارة واحدة ربحت فقد كانت للفنان عبد الله حاج بن طرش وتلاحقت تلك الزيارات لهذا الفنان الذي وجد فيه بن سعد أول الطريق المنشود فقد سمع منه أغلب ألوان الغناء في حضرموت وتعرف على الطرق المختلفة في الأداء والعزف لكن الأهم هو التعرف على أنواع الإيقاعات الممارسة على أكثر من صعيد».
وجاء أيضاً: «عندما بدأت اذاعة عدن تبث برامجها وتقدم أغان للفنانين في مدينة عدن في أغسطس 1954م وبعد عودته من حضرموت سجل العديد من الأغاني الحضرمية لاذاعة عدن مثل (عليك العمد) و(رب أني قصدت الباب) و(يامن على الصد) والثلاث لموسيقار الشحر الشاعر والملحن/ عبد الله محمد باحسن وأغنية (بالغواني قلبي مولع) لحامد السري وأغنية (سبوح ياقدوس) للشاعر/ سالم بانبوع وأغنية (يقول بن هاشم بكت لعيان) لحداد بن حسن الكاف وأغنية (قال بن هاشم أنا قلبي سلي) لحسين البار وأغنية (إلام إلام زماني) لبهاء الدين زهير ولحن/ محمد جمعة خان.
لا غرابة في أن يؤدي بن سعد هذه الأغاني الحضرمية فقد حباه الله الموهبة والقدرة الفائقة على أداء هذا اللون من الغناء وما مكنه من ذلك أيضاً قدرته على العزف على العود وما يتمتع به من صوت شجي قادر على أداء جميع الألوان الغنائية اليمنية والعربية.
ظهر تأثير اللون الحضرمي عليه في تأليف وتلحين وأداء أغنية (من بلي بالهوى) وغيرها من الأغاني التي أبدعها في هذا اللون، ففي أغنية (من بلي بالهوى) التي جاءت بكلمات ومفردات تستخدم عادة في نمط وطريقة الشعر الغنائي الحضرمي أما اللحن فقد استخدم فيه نفس العناصر والأدوات المستخدمة عادة في تلاحين الغناء الحضرمي كالإيقاع المحلي المعروف بالشحري (الرباعي المقسوم) وكذا استخدامه لمقام حجاز اليمن المستخدم في صياغة الكثير من الأغاني الحضرمية، كما أن ما اكتسبه من خبرة في أداء هذا اللون قد ساعده كثيراً في صياغة اللحن من روح وأصالة الغناء الحضرمي، ولم لا وهو الذي عشق الأغنية الحضرمية وجرت نغماً وايقاعاً مجرى الدم في عروقه فقد قال في حديث تلفزيوني : (أنا أجيد الأغنية الحضرمية كوني عشت في حضرموت سنين مش قليل).
ومن عجيب ماجاء في مقال الأستاذ/ عبد الله صالح حداد أن الفنان/ محمد سعد عبد الله قال: (لا يظن الأخوة في حضرموت أن هذه الأغنية «من بلي في الهوى» لأحدهم ولكنها من ابداعي (شعراً ولحناً) ثم سجلها على شريط كاسيت وكتب على غلافه العبارة التالية: (هذه الأغنية من التراث) كما أنه لم يدوّنها في ديوانه (لهيب الشوق) الذي كتب مقدمته الفنان/ محمد مرشد ناجي.
نجح في تلحين بعض الأغاني على الطريقة التقليدية المتبعة في الغناء اليمني القديم (الصنعاني) وعلى مقامات موسيقية تتميز بنكهتها اليمنية وكذا استخدامه لايقاع الوسطى المستخدم عادة في لحن المقطع الثاني من الأغنية الصنعانية، فمن شعره لحن على مقام حجاز اليمن وايقاع الوسطى أغنية (غزال البيد) وأغنية (خلّي السر مكنون) كما لحن من شعره أيضاً وعلى مقام البياتي وايقاع السارع أغنية (أمير الغيد) ولحن أيضاً من كلماته أغنية (وسط صنعاء) على مقام الحسيني (من فصيلة مقام البياتي) وعلى ايقاع (رقصة الموج8/6) وهذا الإيقاع هو نفسه ايقاع السارع ولكن سرعته هي نصف سرعة ميزان ايقاع السارع الأصلية.
يعد من الرواد الذين أرسوا القواعد والأصول الفنية للأغنية اليمنية الحديثة وعملوا على تطويرها من خلال تقديمه لأروع الألحان المستمدة من روح وأصالة التراث الغنائي اليمني ومن التراكم النغمي والإيقاعي الذي حفظه، تلك الأعمال التي ترتقي إلى مستوى أعمال كبار الملحنين ليس في اليمن وحسب بل وعلى المستوى العربي أيضاً وهذا هو سر نجاحه وسر اعجاب الجمهور به.

##### الأغنية الوطنية
له اسهامات كثيرة في مجال الأغنية الوطنية الموضوعية فقد ألف ولحّن العديد من الأغاني والأناشيد عند قيام ثورة 26 سبتمبر اليمنية عام 1962م ضد الإمامة في شمال اليمن واندلاع ثورة 14 أكتوبر عام 1963م في جنوب اليمن والتي لعبت دوراً كبيراً في ‘لهاب حماس الجماهير إبان مرحلة الكفاح المسلح ضد الاستعمار البريطاني منها (قال بن سعد) وأغنية (يايمني هذي بلادك) وأغنية (الذهب الأحمر)، وأغان أخرى قدمها بواسطة الإسطوانات في عدن المستعمرة آنذاك وقدم المزيد بعد جلاء المستعمر في 30 نوفمبر عام 1967م مثل أنشودة (بلاد الثائرين) وأغنية (سعيدة) ويقصد بها اليمن السعيد مع الفنان/ يوسف أحمد سالم.
وبعد طول معاناة وصراع مع المرض لفظ أنفاسه الأخيرة في مستشفى الجمهورية بعدن صباح يوم الثلاثاء الموافق 16 أبريل من عام 2002م بعد أن ترك لنا تراثاً فنياً لا يتكرر، فهو صاحب مدرسة فنية متميزة جديرة بأن نطلق عليها (مدرسة بن سعد التجديدية) كما يعد أيضاً من المطربين الذين حافظوا على بقاء الأغنية اليمنية التقليدية وتسلموا الراية من جيل الرواد أمثال: علي أبوبكر باشراحيل، عوض عبد الله المسلمي، قاسم الأخفش، محمد الماس، إبراهيم محمد الماس، أحمد عبيد قعطبي، وغيرهم.. فهو من الجيل الثاني لهؤلاء الرواد ومعه كثير من المطربين أمثال: محمد مرشد ناجي، أبوبكر سالم بلفقيه، علي بن علي الآنسي، علي عبد الله السمة، أحمد السنيدار، محمد قاسم الأخفش، فيصل علوي، وغيرهم وهؤلاء يتبعهم جيل ثالث من المطربين أمثال: أحمد فتحي، عبد الرحمن الحداد، فؤاد الكبسي وغيرهم.

## تكريمه
كرّمته الدولة بإطلاق اسمه على الشارع الممتد من أمام مكتب بريد الشيخ عثمان مروراً بملاهي عدن (بستان الكمسري سابقاً) وانتهاءً بالطريق العام المؤدي إلى مدينة دار سعد.